# Сарагоса (комарка)
Сараго́са (исп. и араг. Zaragoza) — район (комарка) в Испании, входит в провинцию Сарагоса в составе автономного сообщества Арагон.

## Муниципалитеты
1. Альфахарин
2. Боторрита
3. Эль-Бурго-де-Эбро
4. Кадрете
5. Куарте-де-Уэрва
6. Фуэнтес-де-Эбро
7. Хаулин
8. Мария-де-Уэрва
9. Медиана-де-Арагон
10. Мосота
11. Нуэс-де-Эбро
12. Осера-де-Эбро
13. Пастрис
14. Ла-Пуэбла-де-Альфинден
15. Сан-Матео-де-Гальего
16. Утебо
17. Вильяфранка-де-Эбро
18. Вильямайор-де-Гальего
19. Вильянуэва-де-Гальего
20. Суэра